# Thượng thư
Thượng thư (尚書) là một chức quan thời Quân chủ, là người đứng đầu một bộ trong lục bộ, hàm chánh nhị phẩm. Vào thời nhà Tần, chức quan này được gọi là chưởng thư. Ngày nay, nó có thể được coi tương đương với chức bộ trưởng. Phụ tá cho Thượng thư có tả thị lang, hữu thị lang (thời nhà Lý - Trần - Lê) hoặc tham tri (thời nhà Nguyễn), có thể xem tương đương cấp thứ trưởng ngày nay. Dưới nữa là lang trung, viên ngoại lang, tư vụ... (tương đương vụ trưởng, giám đốc các nha hoặc chánh/phó văn phòng ngày nay).

## Thượng thư Trung Hoa
Chức thượng thư bắt đầu được đặt ra từ thời nhà Tần.

## Thượng thư Việt Nam
Tại Việt Nam, chức thượng thư được đặt ra lần đầu tiên vào triều nhà Lý, nhưng hiện vẫn chưa rõ việc chia các bộ trong triều đình nhà Lý, cùng với các chức vụ thượng thư phụ trách các bộ này cũng chưa rõ ràng. Đời vua Lý Nhân Tông, có các vị thượng thư: Mạc Hiển Tích, Đoàn Văn Khâm,...
Đầu thời nhà Trần, thượng thư được chia làm hai loại: thượng thư hành khiển và thượng thư hữu bật. Phải đến khoảng niên hiệu Đại Khánh (1314-1324) đời vua Trần Minh Tông mới chia ra làm thượng thư giữ các bộ của triều đình. Những thượng thư đầu tiên đứng đầu các bộ, đời Đại Khánh gồm: Doãn Bang Hiến thượng thư bộ Lại, Đỗ Nhân Giám thượng thư bộ Binh, Trần Chiêu Ngạn thượng thư bộ Hình. Năm 1351, vua Trần Dụ Tông phong Trương Hán Siêu làm tham tri chính sự như chức Thượng thư. 
Đến thời nhà Hậu Lê, vào đầu thời Lê sơ ban đầu chỉ đặt có 2 bộ là bộ Lại và bộ Lễ. Đến đời vua Lê Nghi Dân mới đặt đủ 6 bộ (Lục bộ).
Vào thời nhà Nguyễn, chức vụ Thượng thư tương đương hàm Chánh nhị phẩm.